# ホテル・バビロン
ホテル・バビロン（Hotel Babylon）はイギリスのテレビドラマシリーズ。イモジェン・エドワーズ・ジョーンズの同名の小説が原作。2006年1月19日から2009年8月14日までBBC Oneでオンエアされた。制作はカーニバルフィルムズ。
内容はゴージャスな5つ星ホテル「ホテル・バビロン」の従業員たちの日々を描くものである。第4シリーズの放送をもって終了した。